# El Caminito del Rey

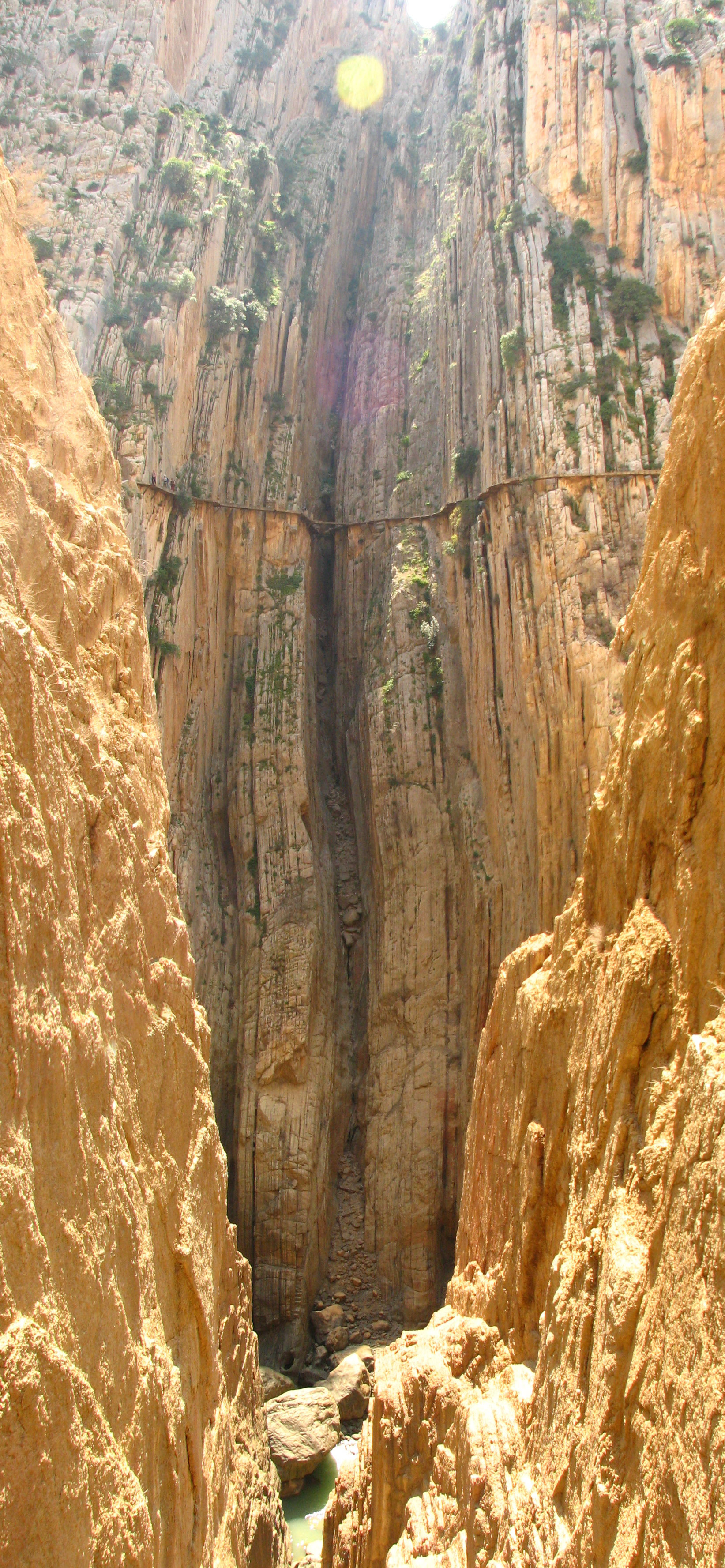
Fragment widoczny z mostu kolejowego po drugiej stronie wąwozu

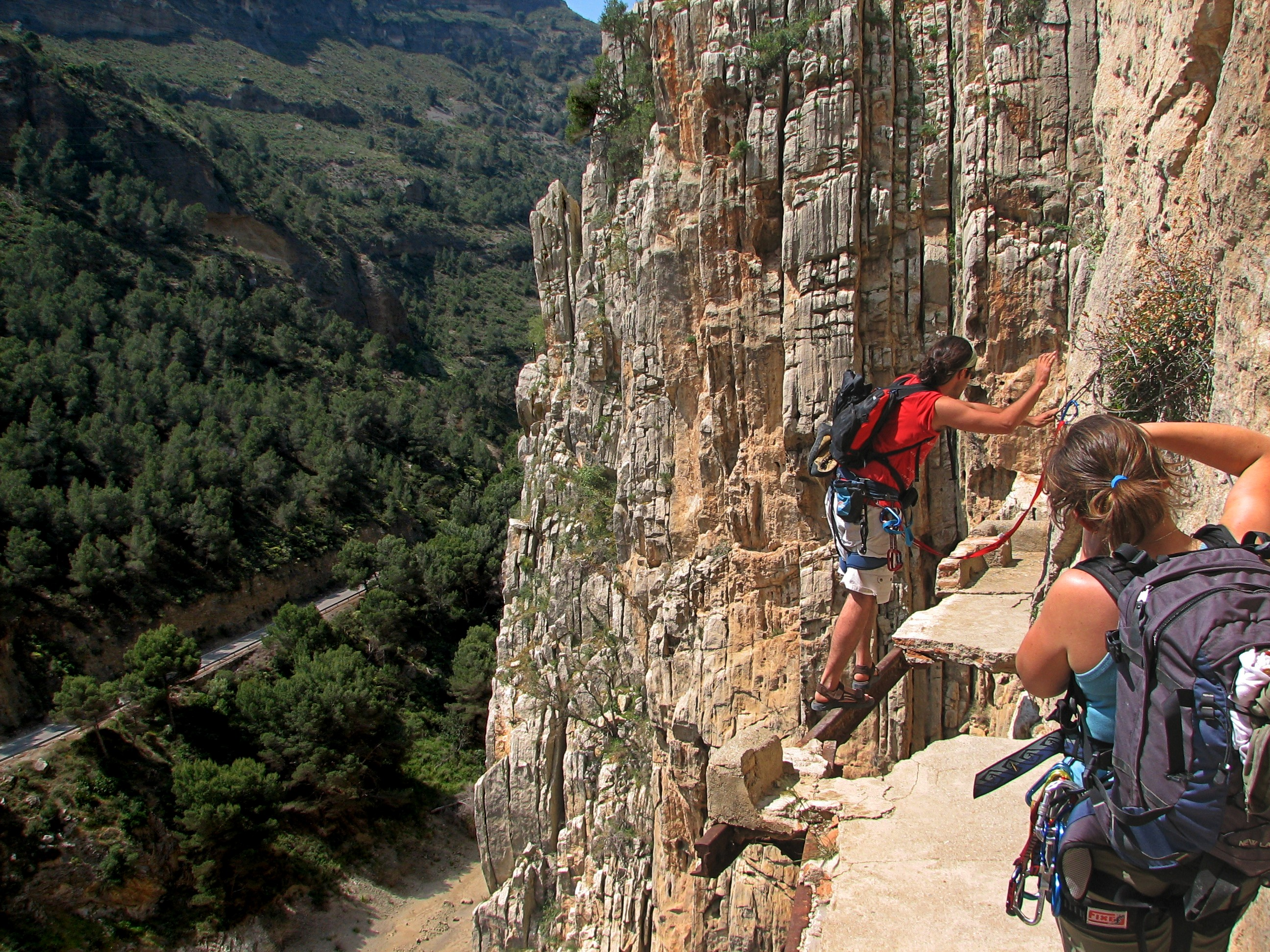
Stan ścieżki na przełomie XX i XXI wieku - przed ostatnim remontem

El Caminito del Rey (skr. El Camino del Rey, 'Ścieżka Króla') − szlak pieszy ciągnący się wzdłuż stromych ścian wapiennego wąwozu w parku narodowym Desfiladero de los Gaitanes, nieopodal miejscowości El Chorro, w hiszpańskiej prowincji Málaga. 
Dnem wąwozu płynie rzeka Guadalhorce, zaś obie ściany wąwozu stanowią pionowe urwiska skalne osiągające wysokość ponad 100 metrów. Ścieżka Króla prowadzi w większości prawą ścianą wąwozu (prawy brzeg rzeki), po betonowych platformach przytwierdzonych stalowymi wysięgnikami do skały, często na wysokości kilkudziesięciu metrów ponad dnem wąwozu. Przeciwległa (lewa) ściana wąwozu jest w kilku miejscach przecięta mostami i wykutymi w skale tunelami, którymi wiedzie linia kolejowa. 

## Historia
W roku 1901 pracownicy przedsiębiorstw Salto del Chorro i Salto del Gaitanejo (budujących zaporę wodną) potrzebowali drogi łączącej wlot i wylot wąwozu, aby zapewnić transport materiałów. Prace przy budowie trwały 4 lata i zostały ukończone w roku 1905. W roku 1921 król Alfonso XIII miał przebyć tę niebezpieczną drogę w czasie uroczystości otwarcia zapory wodnej Conde del Guadalhorce. Od tego czasu szlak ten jest nazywany Ścieżką Króla.
W związku z faktem, iż szlak przez wiele lat nie był remontowany, jego stan pogarszał się stopniowo, co stwarzało ryzyko wypadków. Po czterech śmiertelnych wypadkach w latach 1999 i 2000 lokalne władze zamknęły wejścia na El Caminito − na obu końcach szlaku rozmontowano część platform. Pomimo obowiązującego zakazu, Ścieżka Króla była nadal często uczęszczana przez dysponujących odpowiednim sprzętem wspinaczy. 
W roku 2014 lokalne władze (Junta de Andalucía) przeprowadziły opiewający na kwotę 7 mln euro kompleksowy remont tej zabytkowej trasy. Ponowne otwarcie szlaku nastąpiło w marcu 2015 roku.

## Trasa szlaku
Wejście na Ścieżkę Króla znajduje się w miejscowości Ardales (wejście północne) i kończy się w El Chorro (wejście południowe). Trasa ma długość 7,7 kilometra i przejść ją można w około 4 godziny. Trasa nie zatacza kręgu i podzielić można ją na kilka etapów. Pierwszy etap, o długości 1,5 kilometra rozpoczyna się u wejścia do tunelu i kończy przy kasie biletowej. Drugi etap to trasa biegnąca wzdłuż zalewu Conde de Guadalhorce i w otoczeniu starych konstrukcji służących do zapory wodnej. Kolejny, ten najbardziej spektakularny w widoki odcinek szlaku biegnie wzdłuż wapiennego wąwozu Desfiladero de los Gaitanes na wysokości nawet powyżej 100 metrów n.p.m. Jego największą atrakcją jest wiszący nad przepaścią most Puente Colgante del Caminito del Rey. Ostatni odcinek mający 2,1 kilometra kończy się tuż obok stacji kolejowej El Chorro na trasie Malaga - Kordoba.
Trasa uważana do 2015 roku za niebezpieczną, także ze względu na przypadki śmiertelne, po renowacji i otwarciu dla turystów przestała budzić trwogę. Wciąż przyciąga jak magnes amatorów wspinaczek górskich, których można spotkać podczas wycieczki na ścieżce. Na Ścieżce znajdują się tablice informacyjne o faunie i florze regionu oraz wskazują odległość pokonaną i do pokonania.